# Pièges de stars
Pièges de stars est une émission de divertissement et de caméra cachée présenté par Manu Lévy depuis le 9 septembre 2014 sur NRJ 12.

## Équipe techniques et productions
- Producteur : Frédéric Joly
- Producteur adjoint : Romain Dajoux
- Directrice des productions : Nawel Berrouiguet
- Directrice artistique : Joëlle Kalfon
- Réalisateurs : Fabrice Allouche et Lionel Chabert
- Réalisateur plateaux : Matthieu Valluet
- Assistant réalisateur : Olivier Blanc
- Chargée de production : Mathilde Roujon
- Chargée de post-production : Agathe Riaud
- Assistantes de production : Laura Fagué-Martin et Noémie Demirjian
- Assistants de post-production : Roger Vidal, Hugo Violi et Sofiane Taieb
- Casting : Jill Starck
- Programmation : Séverine Debeyre, Sara Khalfi et Élodie Lerale
- Directeur de la photo / Plateaux : Damien Girault
- Cadreurs : Pierre-Edouard Prevot, RIchard Michel, Vincent Basso
- Cadreur / Plateaux : Edouard Kruch
- Monteurs : Clément Ferradou, Delphine Penne, Simon Barcaville et Hugo Picazo
- Mixage : Grelot Productions
- Assistante vidéo : Mégane Paradis
- Directeurs techniques : Sébastien Bougeard, Origa Robert, Sébastien Matens et Gaétan Bailliet
- Ingénieur du son : David Sebag
- Ingénieur du son / Plateaux : Gaudérique Calmon
- Assistants son : Aurélien Sarcou et Guillaume Germain
- Chef décorateur : Yves Sarda
- Maquilleuses : Gwwendaline Ryu et Clarisse Domine

## Principe de l'émission
Manu Levy et toute son équipe piègent de nombreuses célébrités. L'émission dévoile les coulisses des préparatifs, l'installation des décors et des caméras, les stratagèmes utilisés pour réussir le piège, ainsi que les réactions de Manu Levy et de toute l'équipe en régie.

## Émissions

### Émission 1 du 10 septembre 2014

#### Synopsis

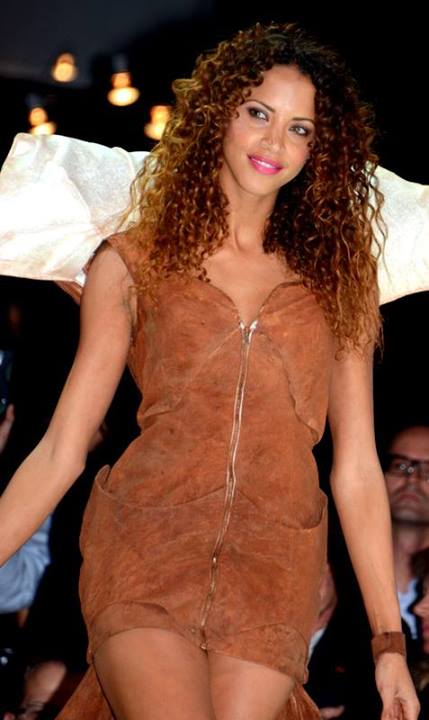
Noémie Lenoir devra sauver sa meilleure amie Asma des griffes d'un tueur en série... S'en sortira-t-elle indemne ?
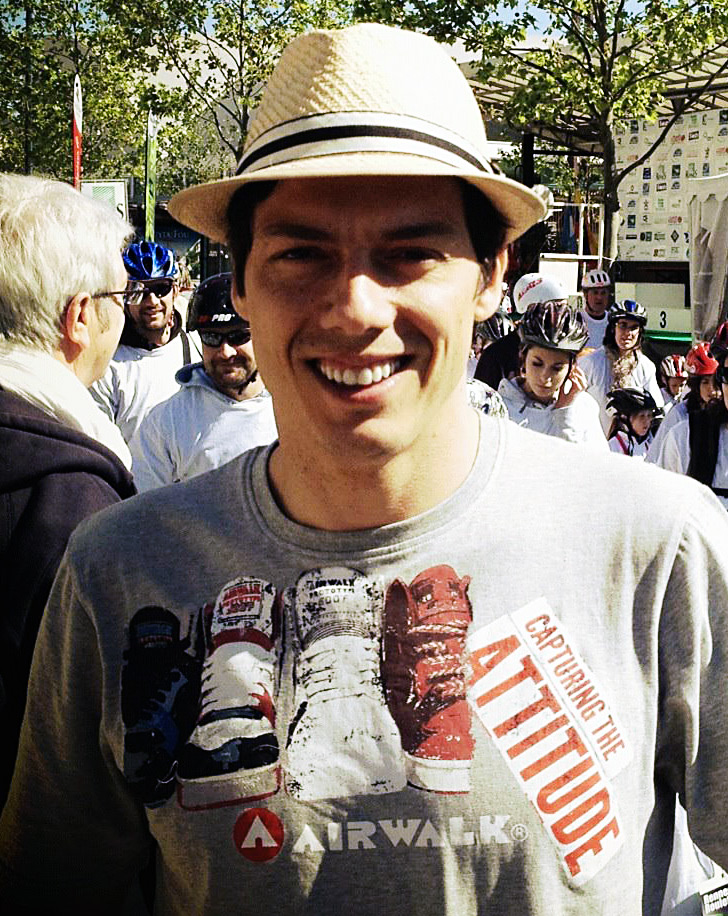
Taïg Khris, le triple champion du monde de roller a accepté de se métamorphoser en vieux monsieur incontrôlable... Il va faire vivre à une auxiliaire de vie la pire après-midi de sa vie, mais le piège pourrait bien se retourner contre lui
- Dominique-Damien Réhel, l'animateur de «Génération mannequin», va se faire embarquer dans une histoire surréaliste où il va devenir le suspect n°1 d'une affaire d'État
- Bonus : Faux casting pour des émissions de télé-réalité !

| Ordre | Stars/personne piégé(e)                                   | Piégé(e) par ... |                                                           |
| ----- | --------------------------------------------------------- | --- | --------------------------------------------------------- |
| 1     | Noémie Lenoir                                             | Asmaa, sa meilleure amie et Karim, un faux tueur en série                                                                          |                                                           |
| 2     | Asma, une auxiliaire de vie                               | Taïg Khris qui joue le rôle de Félix de Saint-Cyr, 89 ans va faire vivre à Asma une auxiliaire de vie le pire après-midi de sa vie |                                                           |
| 3     | Taïg Khris                                                | Taïg se fait piéger par Louisa, la fausse auxiliaire de vie et Houndir, le mari de Louisa                                          |                                                           |
| 4     | Dominique-Damien Réhel                                    | Frédéric Joly, son producteur |                                                           |
| 5     | Bonus : Faux casting pour des émissions de télé-réalité ! | Bonus : Faux casting pour des émissions de télé-réalité !                                                                          | Bonus : Faux casting pour des émissions de télé-réalité ! |

- Noémie Lenoir
- Taïg Khris

### Émission 2 du 17 septembre 2014

#### Synopsis
- Gilles va faire croire à son ami Nicolas qu'il a gagné au loto et qu'il veut faire des adieux mémorables à son président qui n'est autre que Jean-Marc Morandini, grimé en patron détestable d'une société de taxis
- Corneille pensait simplement dîner avec sa femme, elle va simuler une intoxication médicamenteuse qui va la rendre totalement ingérable. Il va alors connaître la honte de sa vie face à un représentant d'une marque prestigieuse
- Lors d'un déjeuner de présentation, Clara Morgane va jouer le rôle de la belle-sœur épouvantable aux dépens de Marion, la fiancée de son faux frère. Mais le piège pourrait bien se retourner contre elle

| Ordre | Stars/personne piégé(e) | Piégé(e) par ...                                                                                                   |
| ----- | ----------------------- | --- |
| 1     | Nicolas                 | Jean-Marc Morandini qui joue le rôle d'un faux patron, Gilles, meilleur ami de Nicolas et Céline, femme de Gilles. |
| 2     | Jean-Marc Morandini     | Nicolas et Mélodie, un faux couple et Julia et Rodolphe, un autre faux couple                                      |
| 3     | Corneille               | Sofia Nyungura, sa femme et Jérôme, le faux représentant de PUB                                                    |
| 4     | Marion                  | Clara Morgane, la fausse demi-sœur de Pierre, ce dernier est le fiancé de Marion                                   |
| 5     | Clara Morgane           | Sébastien et Élodie, un faux couple                                                                                |

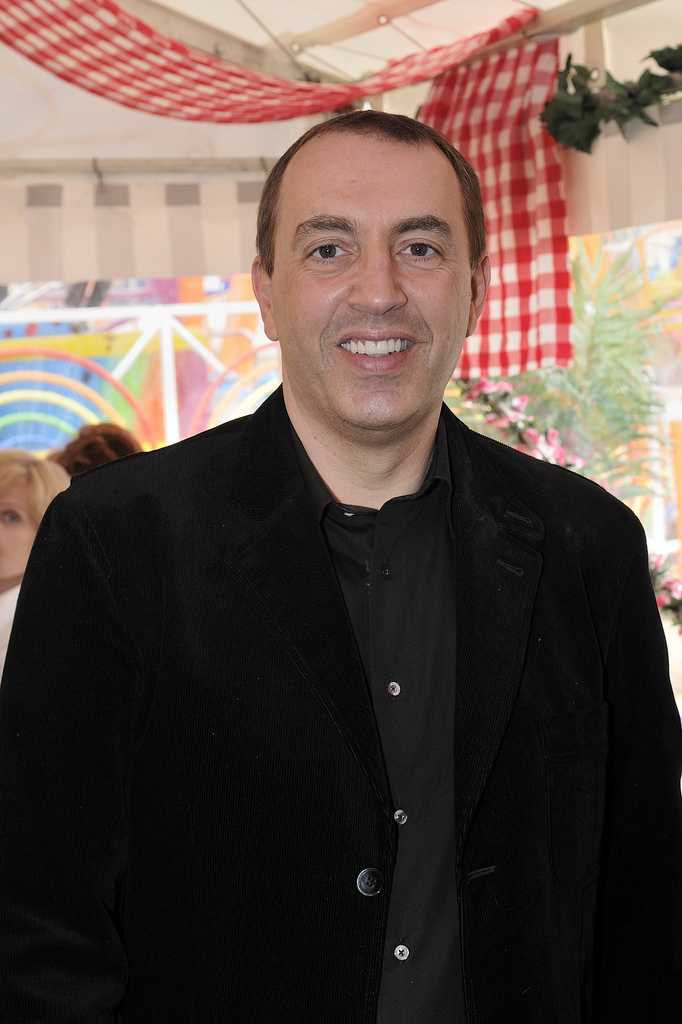
Jean-Marc Morandini
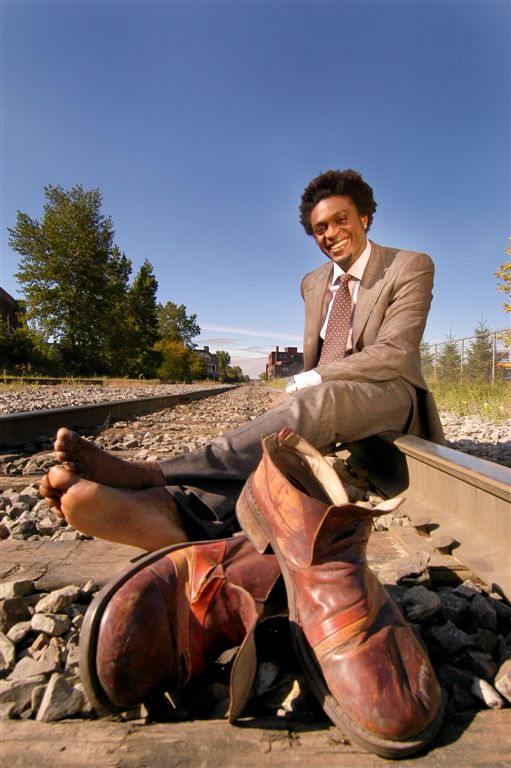
Corneille
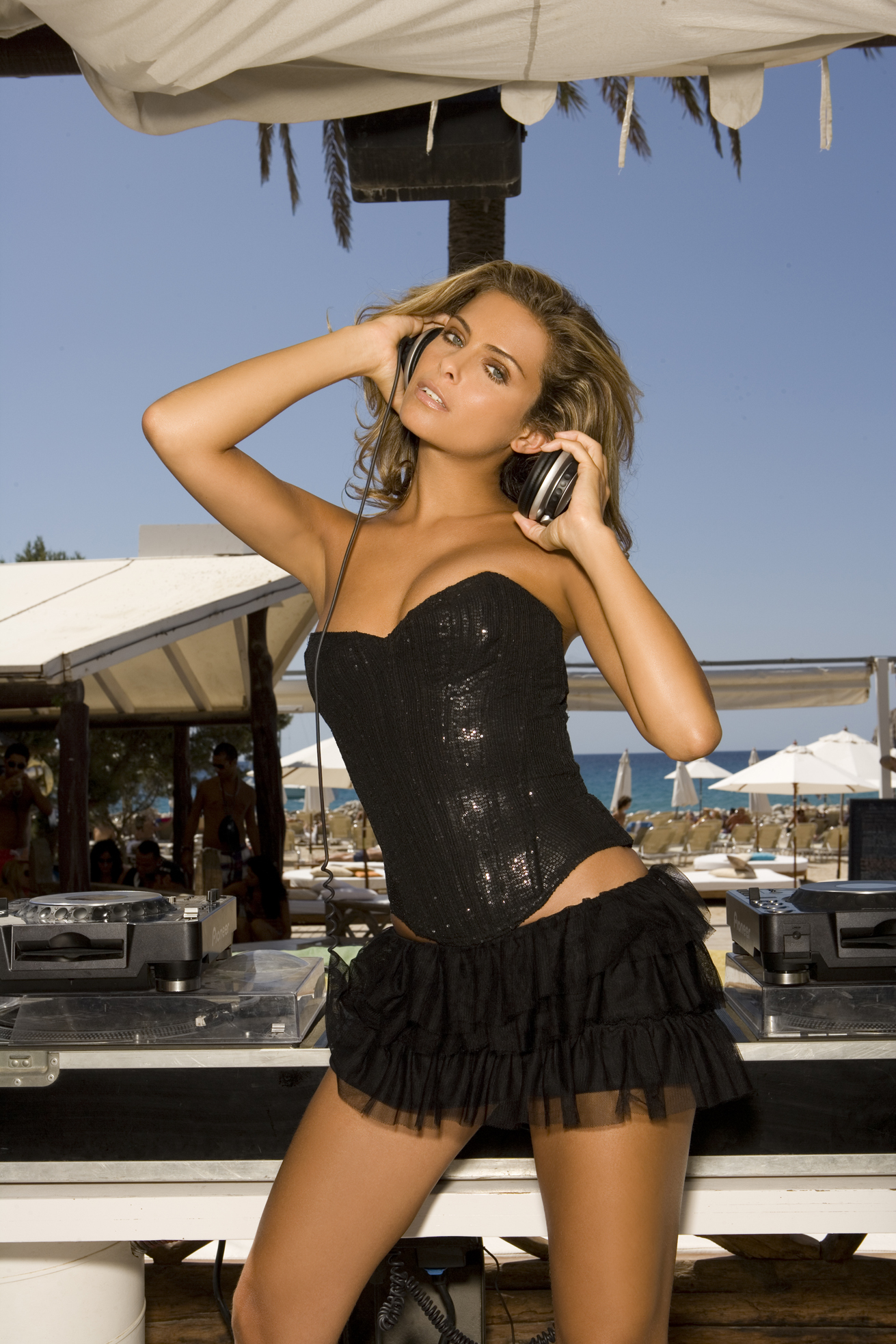
Clara Morgane

### Émission 3 du 24 septembre 2014

#### Synopsis
- Alban, ex-candidat de « Qui veut épouser mon fils ? » va piéger sa mère Chantal ! Avec la complicité d'Elsa Fayer qui va jouer l'otage ligotée et séquestrée, Alban va faire croire à sa mère qu'il a enlevé l'animatrice !
- Julien Courbet, grimé en vieil antiquaire des puces de Saint-Ouen, qui va piéger Katia avec la complicité de ses trois fils en lui faisant croire que sa maison a été cambriolée et que tous ses meubles sont mis en vente

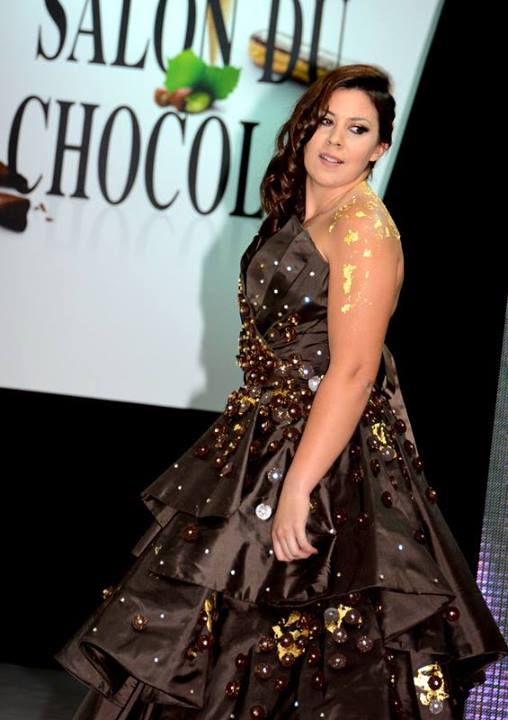
Manu Levy va être piégé à son tour ! Pensant disputer un simple match de tennis entre amis, il va se retrouver face à Marion Bartoli, la gagnante de Wimbledon en 2013 !

| Ordre | Stars/personne piégé(e) | Piégé(e) par ...                                                                                          |
| ----- | ----------------------- | --- |
| 1     | Chantal                 | Elsa Fayer, la fausse otage et Alban, le faux kidnapper et fils de Chantal                                |
| 2     | Katia                   | Julien Courbet, un faux brocanteur avec la complicité des trois fils de Katia, Michaël, Ludovic et Mehdi. |
| 3     | Manu Lévy               | Marion Bartoli                                                                                            |

- Marion Bartoli

### Émission 4 du 30 décembre 2014

#### Synopsis
- Laurent Fontaine accompagne Pascal Bataille pour visiter une ferme qu'il souhaite transformer en hôtel. Ils vont découvrir que le propriétaire, avec qui ils avaient rendez-vous est mort et que les lieux sont visiblement hantés. Comment va réagir Laurent Fontaine ?
- Sonia Rolland va rencontrer un personnage étrange, en pensant se rendre chez une styliste, qui est sous l'emprise d'un hypnothérapeute
- Laurie Cholewa, quant à elle, pense piéger son amie Julie Zenatti en lui présentant un fiancé « Serial Killer ». Mais en réalité, c'est Julie Zenatti, au courant de la supercherie, qui va piéger Laurie Cholewa !

| Ordre | Stars/personne piégé(e) | Piégé(e) par ...                                 |
| ----- | ----------------------- | ------------------------------------------------ |
| 1     | Laurent Fontaine        | Pascal Bataille                                  |
| 2     | Sonia Rolland           | une styliste sous l'emprise d'un hypnothérapeute |
| 3     | Julie Zenatti           | Laurie Cholewa                                   |

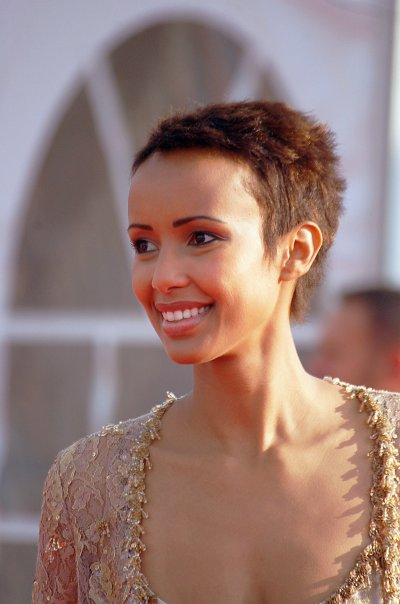
Sonia Rolland
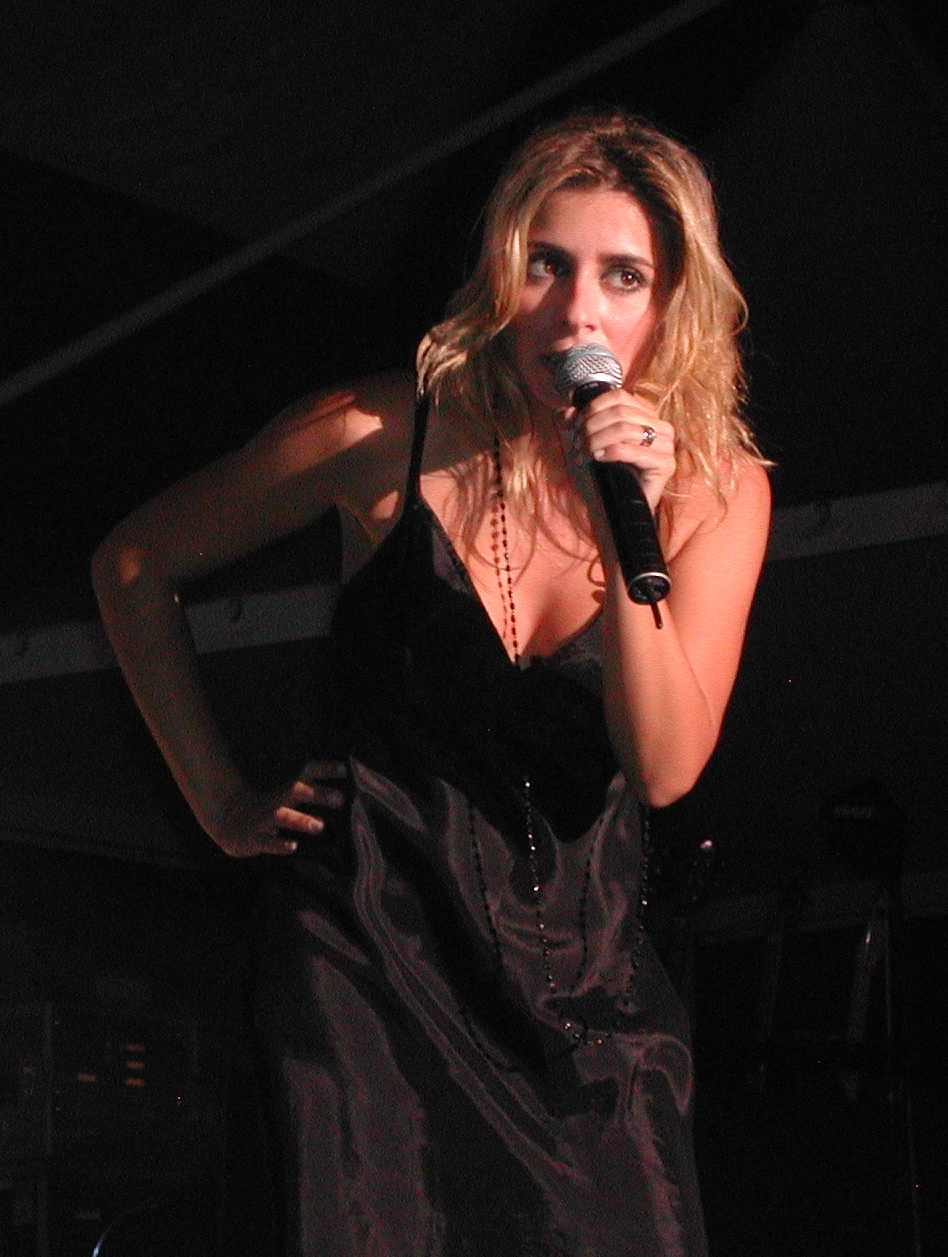
Julie Zenatti
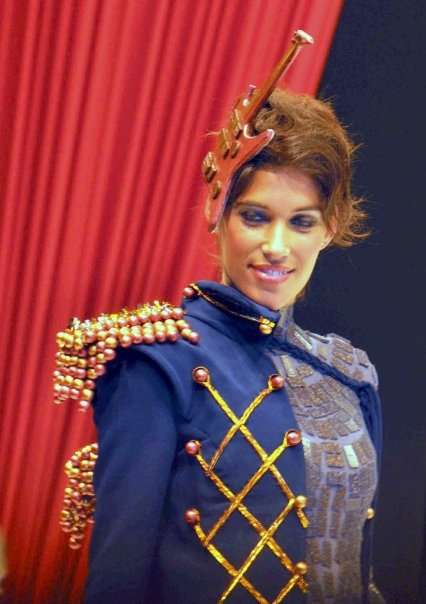
Laurie Cholewa

## références
1. ↑  Émilie Geffray, « Manu Levy débarque sur NRJ12 avec Pièges de stars », sur Tvmag.lefigaro.fr, ajouté le 18 mars 2014 (consulté le 1er janvier 2015)